# Clémence Botino
Clémence Botino (Baie-Mahault, departamento de ultramar de Guadalupe; 22 de enero de 1997) es una modelo y reina de belleza francesa. Ganadora del certamen Miss Francia 2020, representó al país galo en Miss Universo 2021, donde quedó en el Top 10. También representó a su país en Miss Mundo 2023, donde quedó en el Top 40.

## Primeros años y educación
Apasionada de la moda, se interesó por la música durante su adolescencia y se convirtió en pianista y luego en bailarina, especialmente de salsa.
Obtuvo un bachillerato científico con mención «muy buena» en 2014. A los 17 años, vivió un año en Estados Unidos y estudió vestuario en una escuela internacional situada en Miami (Florida), para perfeccionar su inglés.
Tras dos años de cursos literarios preparatorios en el Liceo Gerville-Réache, se trasladó a París en 2018 para estudiar en el tercer año de una licencia y luego en el primer año de un máster en historia del arte en la Universidad de la Sorbona; se especializa en el estudio de la historia de la moda con la ambición, en el momento de su elección de Miss Francia, de convertirse en conservadora del patrimonio.

## Participación en concursos de belleza

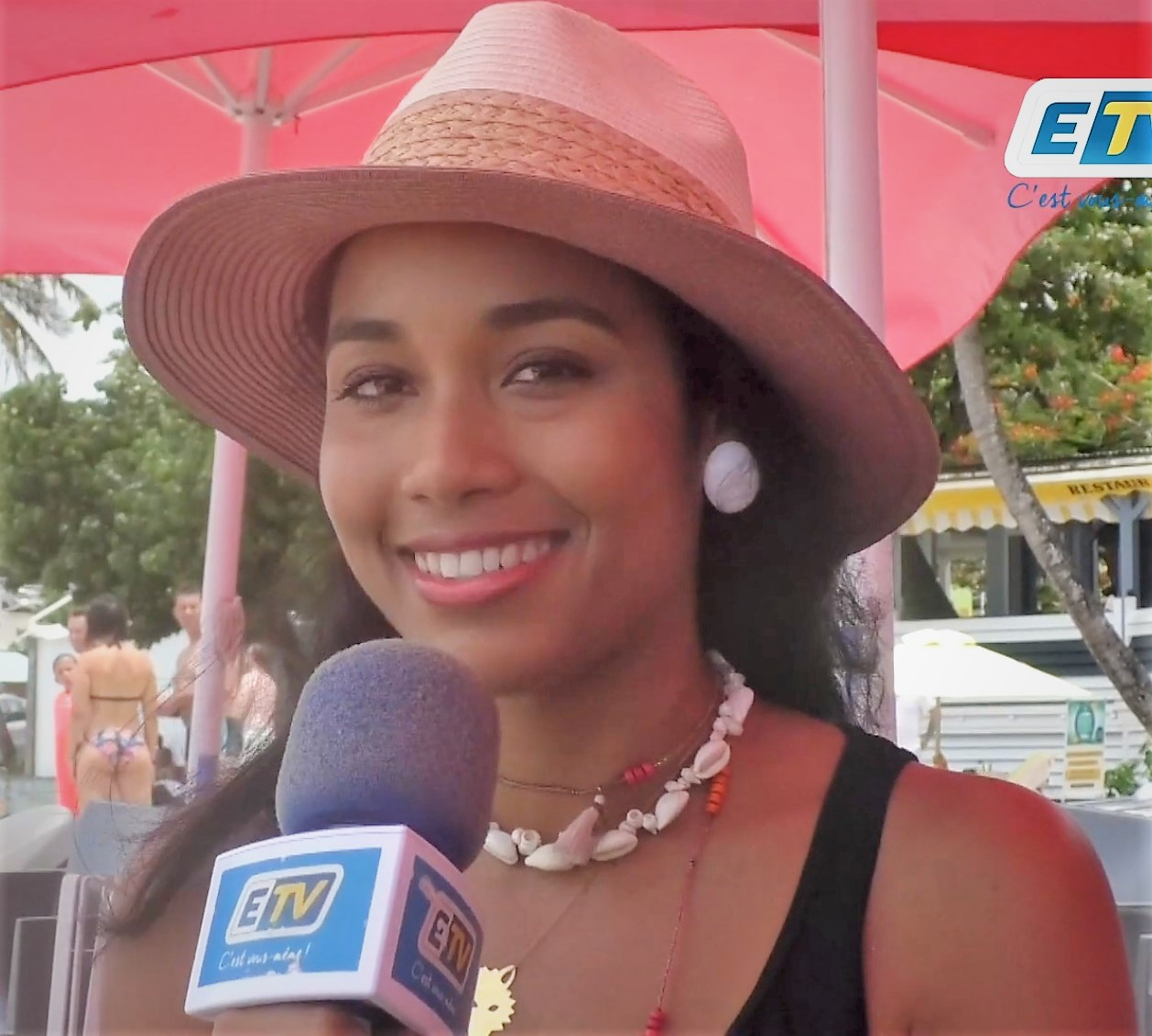
Botino en 2019.

### Miss Guadalupe 2019
El 3 de agosto de 2019 fue elegida Miss Guadalupe, sucediendo a Ophély Mézino.

### Miss Francia 2020
El 14 de diciembre de 2019, en Marsella, Botino fue coronada como Miss Francia 2020 con el 31,95 % de los votos del público, imponiéndose por poco a Lou Ruat (Miss Provenza) con el 30,66 %. Sucede a Vaimalama Chaves, Miss Francia 2019, y se convierte en la tercera Miss Guadalupe elegida Miss Francia tras Véronique de la Cruz en 1993 y Corinne Coman en 2003. Antes de su elección, se reveló a principios de diciembre que Botino llegó en primer lugar en la prueba de cultura general del concurso de Miss Francia, con una nota de 17,5 sobre 20. Terminó su reinado como Miss Francia el 19 de diciembre de 2020 tras coronar a Amandine Petit como su sucesora durante Miss Francia 2021.

### Miss Universo 2021
Botino representó a Francia en Miss Universo 2021. Originalmente iba a representar a Francia en Miss Universo 2020, pero debido a posibles conflictos de fechas entre Miss Universo 2021 y Miss Francia 2022, fue cambiada a Miss Universo 2021 mientras Petit competía en Miss Universo 2020. Botino dio positivo en coronavirus al llegar a Miss Universo, y fue llevada a un hotel de aislamiento del gobierno. Había sido vacunada en su totalidad, y había sido analizada a la salida. Fue liberada de la cuarentena después de diez días y autorizada a reincorporarse al concurso.
Botino causó sensación durante el concurso de trajes nacionales con un traje que rendía homenaje a Josephine Baker, compuesto por un conjunto de lencería de pedrería adornado con joyas y grandes alas de plumas. Su actuación durante el concurso de trajes de noche fue menos exitosa, ya que tropezó con el dobladillo de su vestido largo durante su regreso. Botino quedó finalmente en el Top 10 de semifinalistas, el puesto más alto entre las candidatas europeas.

### Miss Mundo 2023
Botino representó a su país en Miss Mundo 2023 el 9 de marzo de 2024 en la India y quedó en el Top 40.